# Castello di Châtelard
Il castello di Châtelard (pron. fr. AFI: [ʃatəlaʁ]; chiamato localmente semplicemente Châtelard o Tour de Châtelard, in lingua francese) è un castello medievale valdostano.
Ridotto a rudere, è di proprietà privata e non è visitabile.

## Ubicazione
Si trova in località Château, nel comune di La Salle, su un picco roccioso dal quale domina strategicamente il paese e la Valdigne. La sua funzione era probabilmente quella di controllare la strada che scendeva dal Piccolo San Bernardo, sbarrando la strada ad eventuali invasori.

## Storia
Fu edificato nella prima metà del XIII secolo, probabilmente tra il 1230 e il 1245, da Rodolphe Grossi, allora vescovo di Aosta e consigliere di Pietro II di Savoia, e appartenne a lungo alla famiglia Grossi che prese quindi il nome di Grossi du Châtelard.

Il castello in una cartolina d'epoca.

Il castello venne citato per la prima volta nell'omaggio feudale del 1248, dove è definito come una torre con edifici adiacenti. Nel 1269 a nord del complesso venne costruita la cappella del castello, ma fu trasformata nel 1824 in una stanza.
A seguito di una disputa fra il duca Amedeo V, il vescovo Roberto di Ginevra e suo cugino il conte Amedeo II, le terre di Châtelard vennero saccheggiate nel settembre 1285 dai delfinatesi. Nel 1301, Amedeo V concesse al castello delle libertà, che favorirono il commercio, fino a che, pochi anni più tardi, venne preso dal conte Odoardo di Savoia, in guerra con Amedeo V e con Amedeo III di Ginevra, figlio del precedente conte.
Il castello appartenne a vari signori in consignoria, e sono numerosi i passaggi di proprietà nei secoli per via non ereditaria: un documento attesta che il 17 ottobre 1323, Pierre du Châtelard cedette la sua parte al conte di Savoia, mentre nel 1371, un altro documento riporta che Jean du Châtelard vendette il suo dodicesimo a Emerico II di Quart. Nel 1558, i nobili Bernardin e Michel du Châtelard donarono la loro parte a Stéphane e Jean d'Avise. Nel 1608-1609, Gaspard e Melchior du Châtelard, e la madre Françoise Gilly, vedova Châtelard, cedettero i loro diritti a Léonard d'Avise.
I nobili Châtelard si estinsero nel 1691, quando l'ultimo erede fu ucciso dai Francesi durante un'invasione.
Nel 1793, le truppe rivoluzionarie francesi invasero nuovamente la Savoia e, giunte in Valle d'Aosta, distrussero buona parte del castello. Nel 1798, questo venne acquistato dalla famiglia Léaval, che ne conservò la proprietà fino al 1931. Alla morte di Jean-Baptiste Léaval, la torre di Châtelard passò nelle mani di Elisa Donnet. Attualmente il castello è proprietà privata e appartiene alla famiglia Béneyton.

## Architettura

Piantina del castello di Châtelard di Carlo Nigra del 1938.

Il castello di Châtelard è composto da un alto donjon di forma circolare, al quale è addossato un corpo di abitazione squadrato circondati da un recinto murario di forma irregolare, tale da adattarsi alla conformazione del terreno.
Questo tipo di fortificazione a pianta circolare e molto stretta, non comune all'epoca, era caro a Pietro II di Savoia, di cui Rodolfo Grossi era consigliere, e venne utilizzato solo per un breve periodo intorno alla metà del XIII secolo per poi essere sostituito dalla più nota pianta quadrata di ispirazione romanica, che aveva il vantaggio di presentare minori difficoltà costruttive.
La torre di Châtelard è alta circa 18 metri, ha un diametro di poco più di 5 ed è ancora oggi quasi intatta, mentre il resto del castello e la doppia cinta muraria sono ormai ridotti allo stato di rudere. L'accesso ad essa era posto ad una decina di metri dal suolo, per renderne più difficile la conquista in caso di attacco.
Per costruire il castello fu usato un sistema di piani inclinati su cui vennero trascinate, con corde o con l'ausilio di animali da soma, le pietre necessarie alla sua edificazione.